# Dreifaltigkeitskirche (Bad Berneck im Fichtelgebirge)

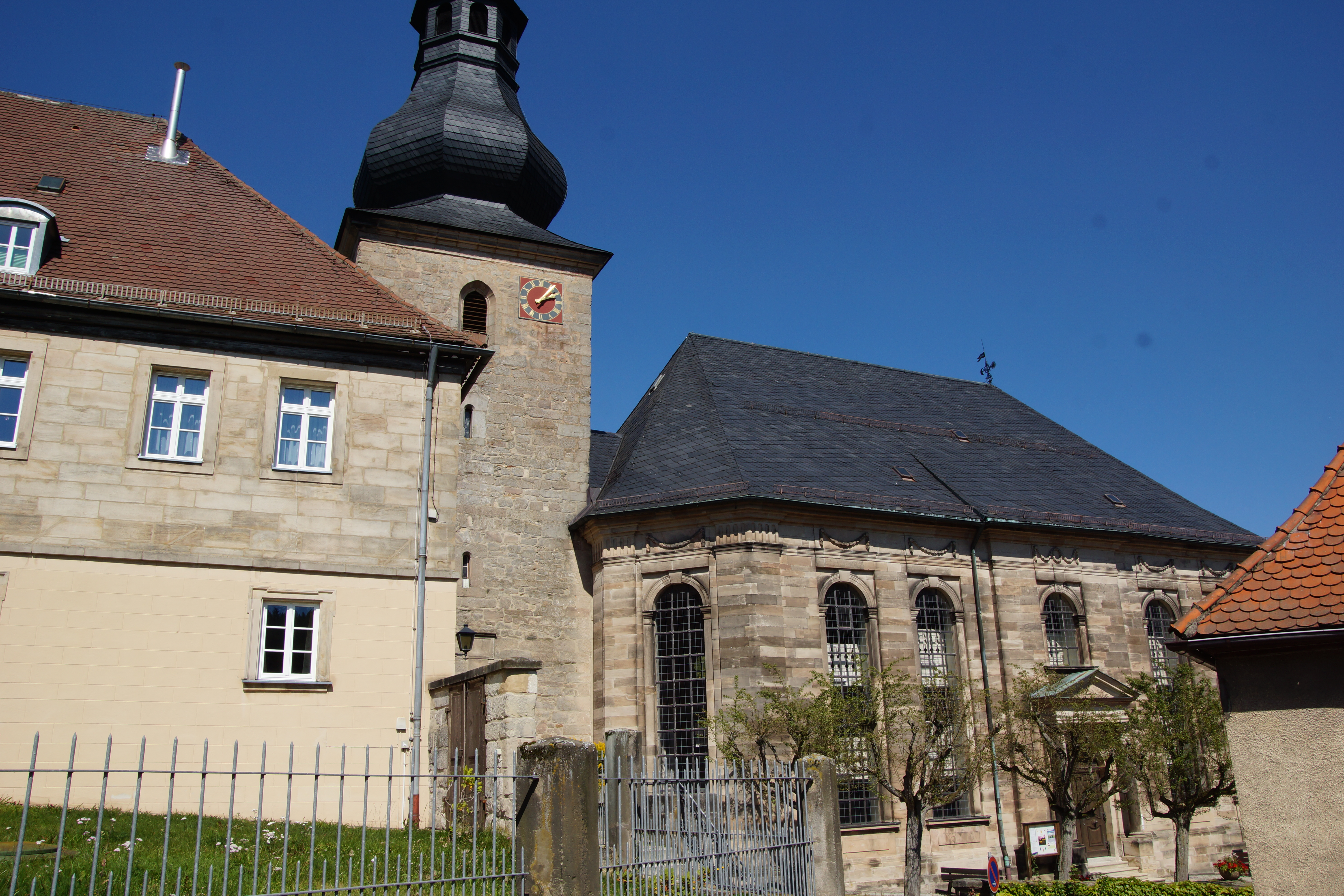
Dreifaltigkeitskirche (Bad Berneck im Fichtelgebirge)

Die Evangelische Dreifaltigkeitskirche ist ein denkmalgeschütztes Kirchengebäude, das in der Stadt Bad Berneck im Fichtelgebirge im Landkreis Bayreuth (Oberfranken, Bayern) steht. Das Bauwerk ist unter der Denkmalnummer D-4-72-116-13 als Baudenkmal in die Bayerische Denkmalliste eingetragen. Die Kirchengemeinde gehört zum Dekanat Bayreuth-Bad Berneck im Kirchenkreis Bayreuth der Evangelisch-Lutherischen Kirche in Bayern.

## Geschichte
Die gotische Kirche brannte 1692 ab, danach wurde eine kleine dunkle barocke Kirche gebaut. Sie musste 1796 wegen Baufälligkeit abgerissen werden. Die jetzige Kirche war am 7. September 1797 im Rohbau fertig, eingeweiht wurde sie am 28. September 1800.

## Beschreibung
Das klassizistische Langhaus der Saalkirche wurde nach einem Entwurf von Karl Christian Riedel aus Quadermauerwerk gebaut. Der Helm des 1518 gebauten Kirchturms im Westen aus Bruchsteinen wurde nach einem Brand 1715 als welsche Haube wieder hergestellt. Sein oberstes Geschoss beherbergt die Turmuhr und den Glockenstuhl. 
Der Innenraum wird bestimmt durch die zweigeschossigen Emporen und den 1797 gebauten Kanzelaltar. Der Fuß der ehemaligen, von Elias Räntz um 1695 gebauten Kanzel ist erhalten. Die auf der Empore stehende Orgel hat 28 Register, drei Manuale und Pedal. Sie wurde 1992 von Hey Orgelbau gebaut. Unter der Orgelempore steht eine Statue des Moses. Eine weitere Orgel mit vier Registern, einem Manual und Pedal, ebenfalls 1992 von Hey Orgelbau gebaut, steht im Chor.